# Serrado Estreto
El Serrado Estreto es un serrado del antiguo término de Llesp, actualmente de el Pont de Suert (Alta Ribagorza, provincia de Lérida, Cataluña, España). Se encuentra en el extremo occidental del término, al nordeste del pueblo de Viuet.